# Marathon van Parijs 2007

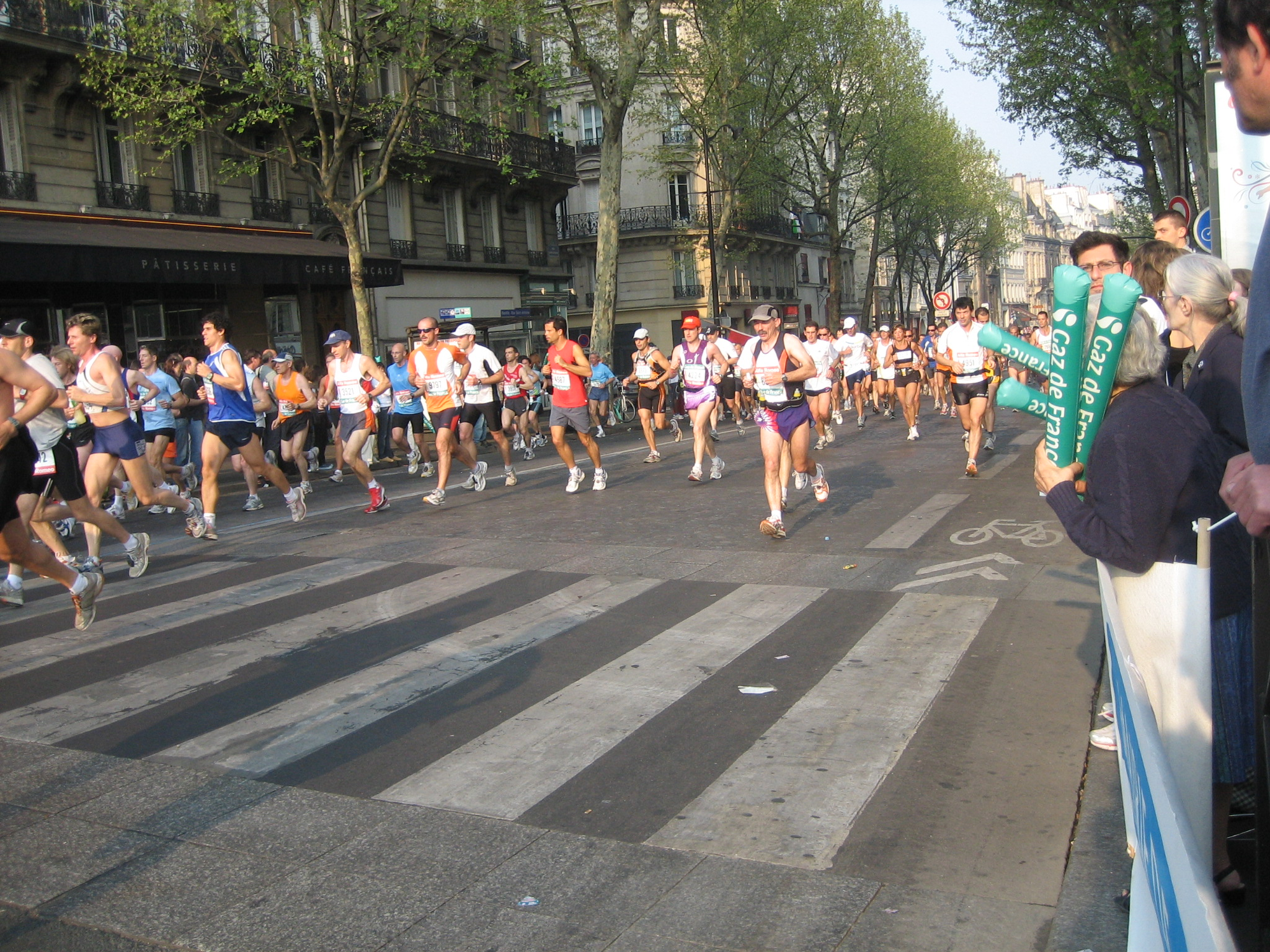
Foto tijdens de wedstrijd

De marathon van Parijs 2007 vond plaats op zondag 15 april 2007 in Parijs. Het was de 31e editie van deze marathon van Parijs.
Bij de mannen won Mubarak Shami uit Qatar met een tijd van 2:07.19. Bij de vrouwen zegevierde de Ethiopische Magarsa Assale in 2:25.07, die daarmee ruim drie minuten sneller was dan de als tweede finishende Russische Gulnara Vigovskaya.
In totaal finishten 26.939 marathonlopers, waarvan 22.573 mannen en 4.366 vrouwen.

## Uitslagen

### Mannen
| rang   | naam                 | land | tijd    |
| ------ | -------------------- | ---- | ------- |
| Goud   | Mubarak Shami        | QAT  | 2:07.19 |
| Zilver | Gashaw Asfaw         | ETH  | 2:09.53 |
| Brons  | Daniel Rono          | KEN  | 2:10.28 |
| 4      | Elias Kemboi Chelimo | KEN  | 2:10.33 |
| 5      | Omar Jimila          | MAR  | 2:10.44 |
| 6      | Francis Kipketer     | KEN  | 2:10.47 |
| 7      | Samson Barmao        | KEN  | 2:11.14 |
| 8      | Ahmed Ezzobayry      | FRA  | 2:11.18 |
| 9      | Julio Rey            | ESP  | 2:11.36 |
| 10     | Andrew Limo          | KEN  | 2:11.47 |
| 11     | Deriba Merga         | ETH  | 2:13.33 |
| 12     | Tariku Jufar         | ETH  | 2:13.51 |
| 13     | Brahim Lalhafi       | FRA  | 2:15.09 |
| 14     | Julius Seurei        | KEN  | 2:15.37 |
| 15     | Henry Kapkiay        | KEN  | 2:16.09 |
| 16     | Wilfried Cheserek    | KEN  | 2:16.34 |
| 17     | Tomohiro Miyamoto    | JPN  | 2:18.35 |
| 18     | Loïc Letellier       | FRA  | 2:19.09 |
| 19     | Mesfin Adimasu       | ETH  | 2:19.41 |
| 20     | Destao Svench        | FRA  | 2:20.07 |

### Vrouwen
| rang   | naam               | land | tijd    |
| ------ | ------------------ | ---- | ------- |
| Goud   | Askale Tafa        | ETH  | 2:25.07 |
| Zilver | Gulnara Vigovskaya | RUS  | 2:28.22 |
| Brons  | Christelle Daunay  | FRA  | 2:28.54 |
| 4      | Asha Gigi          | ETH  | 2:29.11 |
| 5      | Irene Jerotich     | KEN  | 2:31.12 |
| 6      | Susanne Hahn       | GER  | 2:33.25 |
| 7      | Zaia Dahmani       | FRA  | 2:35.12 |
| 8      | Maria Abel         | ESP  | 2:35.47 |
| 9      | Mina Ogawa         | JPN  | 2:38.05 |
| 10     | Elena Fetizon      | FRA  | 2:38.38 |

1976 ·
1977 ·
1978 ·
1979 ·
1980 ·
1981 ·
1982 ·
1983 ·
1984 ·
1985 ·
1986 ·
1987 ·
1988 ·
1989 ·
1990 ·
1991 ·
1992 ·
1993 ·
1994 ·
1995 ·
1996 ·
1997 ·
1998 ·
1999 ·
2000 ·
2001 ·
2002 ·
2003 ·
2004 ·
2005 ·
2006 ·
2007 ·
2008 ·
2009 ·
2010 ·
2011 · 
2012 · 
2013 ·
2014 ·
2015 ·
2016 ·
2017